# 中川安奈
中川安奈（日语：／ Nakagawa Anna，1965年8月30日—2014年10月17日），女，东京都出身，日本演员。曾获得横滨电影节最佳女主角。代表作有电影《敦煌》。